# Масовни старт (биатлон)
Масовни старт у биатлону је једна од дисциплина овог спорта у којој сви такмичари стартују у исто време. У мушкој конкуренцији стаза је дуга 15 км, а код жена 12,5 км. обе са четири биатлонска стрелишта. Стаза је подељена на 5 кругова који код мушкараца износи 3 км, а код жена 2,5 км. На прва два стрелишта гађа се из лежећег става, а друга два стојећег. На првом стрелишту се гађа на мети са стартним бројем такмичара, а остала три стрелишта гађа се по редоследу доласка на стрелиште. Као и у спринту, казнени круг је 150 м за сваку промашену мету. По правилима Светског купа, учествује само 30 такмичара (упола мање од потере јер сви крећу у исто време).
Масовни старт је као дисциплина први пут унета у програм на последњој етапи такмичења у Светском купу 1996/97. у Новосибирску Победник прве трке био је аустријски биатлонац Волфганг Пернер и руска биатлонка Ана Спрунг.
На Светско првенство у биатлону ова дисциплина је уведена 1999. у Холмелколену, а први светски прваци су били Немац Свен Фишер и Украјинка Олена Зубрилова.
Масовни старт је тек у Торину 2006. уведен у програм Зимских олимпијских игара. Први олимпијски победници су били Немац Михаел Грајс и Швеђанка Ана Карин Олофсон-Зидек.